# Ed Reed
Edward Earl Reed, Jr. (urodzony 11 września 1978 roku w St. Rose w stanie Luizjana) – amerykański zawodnik futbolu amerykańskiego, grający na pozycji free safety. W rozgrywkach akademickich NCAA występował w drużynie Miami Hurricanes.
W roku 2002 przystąpił do draftu NFL. Został wybrany w pierwszej rundzie (24. wybór) przez zespół Baltimore Ravens. W drużynie z Maryland spędził 11 sezonów.
Ośmiokrotnie został wybrany do meczu gwiazd Pro Bowl i najlepszej drużyny ligi All-Pro. W sezonie 2004 został najlepszym zawodnikiem NFL formacji defensywnej.
W 2013 roku wraz z drużyną Baltimore Ravens zdobył mistrzostwo ligi NFL pokonując podczas Super Bowl XLVII San Francisco 49ers 34-31.
Do Reeda należy rekord NFL w najdłuższym biegu z piłką po przechwycie zakończonym przyłożeniem (interception return touchdown). W sezonie 2008 przejął piłkę 107 jardów od pola punktowego rywali. Do niego należał także poprzedni rekord (106 jardów w 2004 roku).
22 marca 2013 roku Reed jako wolny agent podpisał trzyletni kontrakt z drużyną Houston Texans.